# Projekt RSD49
Das Projekt RSD49, teilweise auch als Neva-Leader-Typ bezeichnet, ist ein russischer Küstenmotorschiffstyp.

## Geschichte
Der Schiffstyp wurde von Marine Engineering Bureau in Odessa entworfen. Die Schiffe sind für die Fahrt auf Küstengewässern und den russischen Binnengewässern konzipiert. Ihre Abmessungen entsprechen den Begrenzungen des Wolga-Don-Kanals (Volga-Don-Max). Der Schiffstyp basiert auf den Schiffen des Projekts RSD19 und wurde seinerseits später im Rahmen des Projekts RSD59 weiterentwickelt.
Von dem Schiffstyp waren zunächst acht Einheiten mit einer später erklärten Option auf zwei weitere Einheiten von der North-Western Shipping Company in Sankt Petersburg bei der Werft Nevskiy Shipyard in Schlüsselburg bestellt worden. Der Bauvertrag wurde am 29. Juli 2010 geschlossen. Zwei weitere Einheiten des Schiffstyps wurden bei der Werft Astrakhan Shipyard „Lotus“ in Astrachan bestellt.
Aufgrund von Kapazitätsengpässen wurde vom Typschiff nur der Rohbau von Nevskiy Shipyard gebaut und anschließend zur Komplettierung zur Werft Onega Shipyard in Petrosawodsk geschleppt.
Die bei Nevsky Shipyard gebauten Schiffe waren zunächst als Neva-Leader 1 bis Neva-Leader 10 für die Reederei North-Western Shipping Company vorgesehen. Die letzten drei gebauten Einheiten gingen jedoch an die kasachische Reederei KTZ Express Shipping (zwei Schiffe) und an die russische Reederei Pola Rise (ein Schiff). Die beiden auf der Werft Astrakhan Shipyard „Lotus“ gebauten Schiffe wurden von der Reederei AnRussTrans übernommen. Für die Reederei AnRussTrans wird außerdem noch ein drittes Schiff des Typs gebaut.

## Beschreibung
Der Antrieb der Schiffe erfolgt durch zwei Wärtsilä-Dieselmotoren des Typs 6L20 mit jeweils 1200 kW Leistung. Die Motoren wirken über Getriebe auf zwei Festpropeller mit Kortdüse. Die Schiffe erreichen eine Geschwindigkeit von 11,5 kn. Sie sind mit einem Bugstrahlruder mit 200 kW Leistung ausgestattet.
Für die Stromerzeugung stehen zwei Generatoren mit jeweils 292 kW Leistung, die von zwei MAN-Dieselmotoren mit je 345 kW Leistung angetrieben werden, sowie ein Notgenerator mit 90 kW Leistung zur Verfügung.
Die Schiffe verfügen über drei boxenförmige Laderäume: Laderaum 1 ist 26 Meter, Laderaum 2 ist 52 Meter und Laderaum 3 ist 27,3 Meter lang. Die Räume sind jeweils 12,7 Meter breit und 8,37 Meter hoch. Die Laderäume werden mit Faltlukendeckeln verschlossen. Die Kapazität der Laderäume beträgt 10.920 m³. Die Tankdecke kann mit 12 t/m² belastet werden. Die Tragfähigkeit der Schiffe beträgt rund 7.150 t bei 4,6 m Tiefgang. Für die Passage des Wolga-Don-Kanals ist der Tiefgang auf 3,6 m beschränkt. Die Tragfähigkeit beträgt dann rund 4.520 t. Die Schiffe können 289 TEU laden; 219 finden in den Laderäumen, 77 an Deck Platz.
Das flache Deckshaus befindet sich im Heckbereich der Schiffe. Zur Unterquerung von Brücken können die Masten der Schiffe geklappt werden. Hinter dem Deckshaus befindet sich ein Freifallrettungsboot. Die Schiffe werden von einer zehnköpfigen Besatzung gefahren. An Bord ist Platz für insgesamt 12 Personen. Die Schiffe können rund 20 Tage auf See bleiben und dabei 4000 Seemeilen zurücklegen.
Der Rumpf der Schiffe ist eisverstärkt (russische Eisklasse „Ice2“).

## Schiffe
| Projekt RSD49      | Projekt RSD49                  | Projekt RSD49 | Projekt RSD49                                      |
| Bauname            | Bauwerft Baunummer             | IMO-Nummer    | Kiellegung Stapellauf Ablieferung                  |
| ------------------ | ------------------------------ | ------------- | -------------------------------------------------- |
| Neva-Leader 1      | Nevsky Shipyard 401            | 9598816       | 14. Dezember 2010 20. Mai 2012 26. November 2012   |
| Neva-Leader 2      | Nevsky Shipyard 402            | 9598828       | 20. April 2011 26. Juni 2012 12. November 2012     |
| Neva-Leader 3      | Nevsky Shipyard 403            | 9598830       | 15. August 2011 10. Oktober 2012 16. Mai 2013      |
| Neva-Leader 4      | Nevsky Shipyard 404            | 9598842       | 24. Oktober 2011 30. April 2013 15. Juli 2013      |
| Neva-Leader 5      | Nevsky Shipyard 405            | 9598854       | 20. Dezember 2011 2. Juli 2013 11. September 2013  |
| Neva-Leader 6      | Nevsky Shipyard 406            | 9598866       | 18. Mai 2012 17. Juli 2013 25. Oktober 2013        |
| Neva-Leader 7      | Nevsky Shipyard 407            | 9598878       | 23. August 2012 18. Oktober 2013 23. Dezember 2013 |
| Zhibek Zholy       | Nevsky Shipyard 408            | 9598880       | 31. Oktober 2012 12. Juli 2016 29. September 2016  |
| Atameken           | Nevsky Shipyard 409            | 9686390       | 15. Januar 2013 6. Oktober 2016 8. Juni 2017       |
| Pola Sevastiana    | Nevsky Shipyard 410            | 9691785       | 28. März 2013 29. Juni 17 5. Dezember 2017         |
| Vladimir Zaharenko | Astrakhan Shipyard „Lotus“ 301 | 9618719       | 27. Januar 2011 26. Februar 2013 21. März 2014     |
| Anatoliy Sidenko   | Astrakhan Shipyard „Lotus“ 302 | 9618721       | 27. Januar 2011 17. Mai 2014 30. September 2014    |
|                    | Astrakhan Shipyard „Lotus“ 303 |               | 20. April 2017                                     |

Die bei Nevskiy Shipyard gebauten Schiffe werden bis auf die Atameken unter der Flagge Russlands mit Heimathafen St. Petersburg betrieben. Die Atameken fährt unter der Flagge Kasachstans, Heimathafen ist Aqtau. Die bei Astrakhan Shipyard „Lotus“ gebauten Schiffe werden unter der Flagge Russlands mit Heimathafen Noworossijsk betrieben.